# Barranc del Lleó
El barranc del Lleó és un torrent situat al peu nord-oriental del massís de Bonastre, dins els termes municipals d'Albinyana i el Vendrell a la comarca del Baix Penedès.
De nord-est a sud-est, recull les aigües torrencials de la serra Pedregosa i el puig Lleó (312 m).
Té el seu origen sota el mateix puig Lleó, en terme d'Albinyana, a una altitud de 255 m i discorre entre el puig Claper i la carena que tanca per l'oest l'obaga del Manso, ja en terme del Vendrell passant per la masia del Gerrer (120 m).
La part alta del barranc, per damunt de la masia del Gerrer, resta inclosa dins de l'àrea protegida del massís de Bonastre (PEIN).
Aigües avall, passa sota l'autopista AP-7 i molt a prop del poble de Sant Vicenç de Calders conflueix amb el torrent del fondo de les Quatre Boques iniciant el torrent de l'Aragall que desemboca per diferents canals molt a prop de la Riera de la Bisbal a la platja de Sant Salvador.